# Замбези (национални парк)
Замбези национални парк (57 000 ha) се простире 38 km  западно дуж Замбезија од Викторијиних водопада и 28 km јужно. У парку постоје добре популације већине зимбабвеанских сисара и птица.